# Antonio Nuvolone da Camilla
Antonio Nuvolone da Camilla (XIII secolo – XIV secolo) è stato un vescovo cattolico italiano, vescovo di Luni dal 1297 al 1307, succedendo ad Enrico da Fucecchio.

## Biografia
Cappellano del Vescovo di Sabina Gherardo, che aveva stipulato la pace di Orvieto nel 1281, è nominato Vescovo di Luni da Papa Bonifacio VIII e subito si trova ad affrontare i consueti e secolari problemi che ogni Vescovo lunense ha con il Capitolo della Cattedrale, il Comune di Sarzana, i Malaspina e la Repubblica di Lucca. 

I sarzanesi, spiritu rebellionis assumpto, guidati dal Podestà cittadino lucchese, gli impediscono di esercitare la giurisdizione comitale, in questo sostenuti dal Capitolo della Cattedrale e spalleggiati dalle varie linee dei Marchesi Malaspina, dai molteplici Signori della Lunigiana, dai Comuni di Pisa, Lucca, Genova, Brugnato, Reggio, Parma e Piacenza: tutti costoro avevano compreso che, con il sempre più vicino tramonto dell'autorità episcopale, si apriva un futuro fatto di espansione e di nuovi domini.
Il Comune di Lucca è il primo e più scaltro ad agire continuando a tenere l'atteggiamento rivelatosi vincente già dai tempi del Vescovo Guglielmo di Luni: inserendo giudici, notai, podestà e vicari nell'amministrazione e nelle magistrature locali, annette de facto se non ancora de iure il territorio diocesano a quello del comune lucense.
Eletto nel maggio 1297, a luglio il vescovo Antonio invoca l'aiuto papale perché lo liberi da tutte le intromissioni lucchesi e riporti all'obbedienza tutti coloro che non ne riconoscono l'autorità. Nel settembre dello stesso anno Bonifacio VIII è costretto ad inviare un proprio cappellano in Lunigiana come delegato per obbligare sarzanesi e lucchesi a rispettare il vescovo e a lasciargli il castello. Successivamente annulla tutte le alleanze già stipulate, gli atti pubblici ed i giuramenti che Sarzana aveva stretto con comuni, Malaspina e signori locali, minacciandoli di pene spirituali, pecuniarie e della perdita delle libertà.
I marchesi Malaspina, forse indispettiti dai cedimenti sarzanesi, muovono guerra al vescovo, proseguimento di quella che il vescovo Enrico da Fucecchio aveva concluso con la pace orvietana del 1281.
La guerra dura dieci anni e la pace viene sancita il 6 ottobre 1306 in Camera Episcopali Palatii de Castro Novo, cioè a Castelnuovo Magra, inter Venerabilem Patrem Dnm. Donm Antonium Dei gratia Lunensem Episcopum et Comite, et Magnificos Viros et Excelsos Dns Moroellum, Francischinum, Conradium et Fratres Marchiones Mal. poiché a causa di guerris, inimicitiis, odiisque erano sopraggiunte homicidia, vulnera, caedes, incendia, vasta dapna et pericula plurima. 

Procuratore del Marchese Franceschino è Dante Alighieri: Magnificus vir dominus Franceschinus Marchio Malaspina fecit, constituit et ordinavit suum legitimum procuratorem, actorem, factorem et nuncium specialem Dantem Alegerij de Florentia.
Al di là dell'enorme importanza che essa assume in ordine alla maturazione del pensiero politico dell'Alighieri, come emerso soprattutto con le ricerche operate dal Centro Lunigianese di Studi Danteschi, la Pace di Castelnuovo segna, di fatto, la fine del potere temporale dei Vescovi lunensi: l'anno successivo Antonio Nuvolone viene a morte e nell'ordine i suoi successori Gherardino Malaspina e Bernabò Malaspina sarebbero stati, il primo (dopo aver subito lo scherno di Dante nell'Epistola IV ai Cardinali) dichiarato decaduto dalla signoria temporale e morto in esilio, il secondo, morto Castruccio Castracani, impegnato per tutta la vita a recuperare, invano, gli antichi poteri e diritti.
Molto significativo notare che in punto di morte l'ultimo dei vescovi guerrieri di Luni elevò nient'altri che il marchese di Mulazzo, Franceschino Malaspina, al ruolo di proprio curatore testamentario.